# Arctolamia fruhstorferi
Arctolamia fruhstorferi es una especie de escarabajo longicornio del género Arctolamia, tribu Lamiini, orden Coleoptera. Fue descrita por Aurivillius en 1902.

## Descripción
Mide 33-40 mm de longitud.

## Distribución
Se distribuye por Asia: China y Vietnam.